# Jānis Vilsons
Jānis Vilsons (russisch Ян Вильсон, Jan Wilson; * 10. Januar 1944 in der Gemeinde Beja, Bezirk Alūksne, Lettische SSR, Sowjetunion; † 18. Januar 2018 in Lettland) war ein lettischer Handballspieler und Handballtrainer.

## Karriere
Jānis Vilsons spielte als Torwart für Daugava Riga, mit dem er 1967 die Bronzemedaille der sowjetischen Meisterschaft errang. 1968 wechselte er zu Straume Riga, mit dem er 1970 den achten und letzten Platz der Unionsmeisterschaft belegte. Um weiter für die Nationalmannschaft auflaufen zu dürfen, musste er Riga verlassen. Ab 1970 lief er für MAI Moskau auf. Mit dem Hauptstadtklub gewann er 1971 und 1972 die sowjetische Meisterschaft sowie den Europapokal der Landesmeister 1972/73. 1973 wurde MAI Zweiter der heimischen Liga. Bis zu seinem Karriereende im Jahr 1978 stand er für Celtnieks Riga im Tor, konnte sich aber nur 1977 für die erste Liga qualifizieren.
Bei der Handball-Studentenweltmeisterschaft 1968 in der Bundesrepublik Deutschland gewann der Torhüter, von den Deutschen „Mann mit der Blitzreaktion“ genannt, mit der sowjetischen Auswahl die Goldmedaille.
Mit der sowjetischen A-Nationalmannschaft belegte Vilsons bei der Weltmeisterschaft 1970 den neunten Platz. Bei den Olympischen Spielen 1972 in München kam er zu drei Einsätzen und erreichte mit der sowjetischen Auswahl den fünften Rang. Insgesamt bestritt er 44 Länderspiele.
Vilsons war der erste lettische Handballspieler, der an Olympischen Spielen teilnahm. Erst bei den Olympischen Spielen 2008 in Peking folgte ihm der gebürtige Lette Alexander Petersson, der mit Island die Silbermedaille gewann.
Als Trainer war Vilsons bei den Vereinen Olaines SC, RAMS, dem Murjāņu Sporta Ģimnāzija (MSĢ) sowie den Junioren und den Reservisten von Celtnieks aktiv.